# Kisalföld
Le petit Alföld ou petite plaine de Hongrie (en hongrois : Kisalföld, en slovaque : Malá dunajská kotlina, en allemand : Kleine Ungarische Tiefebene) est une plaine (bassin tectonique) d'environ 8 000 km² qui s'étend sur :
- le nord-ouest de la Hongrie ;
- le sud-ouest de la Slovaquie (Podunajská nížina – bas-pays du Danube) ;
- l'est de l'Autriche (Neusiedler Becken - bassin de Neusiedl et Steirisches Hügelland – collines de Styrie).

Il fait partie de la plaine de Pannonie qui couvre la majeure partie de la Hongrie.
Ses limites sont les Carpates au nord, les collines Bakony-Vértes (sur le lac Balaton) au sud, et le bassin de Vienne et les Alpes à l'ouest. En Hongrie, il comprend la quasi-totalité du département de Győr-Moson-Sopron, la partie nord-est de Vas, et la partie nord-ouest de Komárom-Esztergom et de Veszprém.
La plaine est une importante zone agricole.